# 细痣疣螈
细痣疣螈（学名：Tylototriton asperrimus）为蝾螈科疣螈属的两栖动物，俗名山蜡狗。在分布在越南和中国大陆的广东、广西、安徽、湖南、贵州等地，多见于林区水塘边石缝或稻田泥土中。其生存的海拔范围为500至1500米。该物种的模式产地在广西瑶山。

## 保护
- 中国国家重点保护动物等级：二级